# トヨタマックス
株式会社トヨタマックス（英: TOYOTA MACS, Inc.）は、かつて存在したトヨタグループのシステムインテグレータである。

## 概要
1990年12月、高度な計測機器および計測制御システムの開発を目的として、トヨタ自動車、横河電機、豊田中央研究所ほかの出資により設立。計測・制御・情報 分野のシステム開発を行っていた。
2006年4月、車両開発・計測器開発などを集中的に行うため、同じくトヨタ自動車の子会社であるトヨタテクノサービスと合併し、トヨタコミュニケーションシステムの製品開発機能を吸収するという再編により、新会社のトヨタテクニカルディベロップメントとなった。

## 沿革
- 1990年12月 - 会社設立。
- 1991年
  - 2月 - 営業開始（本社：豊田市下市場町）。
  - 5月 - 豊田市下市場町にシステム技術部を新設、システム分室を開設。
- 1992年9月 - 豊田市下市場町に開発分室を開設。
- 1993年6月 - 計測器開発業務充実、及びシステム調整室の確保のため、豊田市トヨタ町2番地へ本社を移転。
- 1996年2月 - 機械設計、メカトロ関係業務充実のため、第二開発部を新設。
- 1998年
  - 5月 - 豊田市下市場町に第二開発分室を開設。
  - 6月 - 豊田市御幸本町に久米分室を開設。
- 2003年
  - 1月 - 実験部を新設。
  - 4月 - 豊田市下林町に下林分室を開設。
  - 6月 - 豊田市金谷町に金谷分室を開設。
- 2004年
  - 9月 - 車両開発部を新設。
  - 11月 - 計測技術部に第二開発部を統合。
- 2005年
  - 4月 - ユーザーの先行開発からサポートまで対応できる組織体制へ強化するため、先行開発部、品質管理部、材料技術部、生産技術部、映像技術部、東富士事業所を新設。
  - 5月 - 組織改編により設備計画部を新設。
- 2006年4月 - トヨタテクノサービス、トヨタコミュニケーションシステムとの3社再編により、トヨタテクニカルディベロップメント株式会社となる[1]。